# Gołębie (województwo lubelskie)
Gołębie (dawniej Hołubie) – wieś w Polsce położona w województwie lubelskim, w powiecie hrubieszowskim, w gminie Dołhobyczów.
| SIMC    | Nazwa   | Rodzaj |
| ------- | ------- | ------ |
| 0886831 | Gołębie | osada  |

W latach 1975–1998 miejscowość administracyjnie należała do województwa zamojskiego. 
Wieś jest sołectwem w gminie Dołhobyczów. Według Narodowego Spisu Powszechnego (III 2011 r.) liczyła 264 mieszkańców i była piątą co do wielkości miejscowością gminy.
Wierni Kościoła rzymskokatolickiego należą do parafii Narodzenia Najświętszej Maryi Panny w Kryłowie.

## Historia
Wieś istniała już w 1472 roku. Pierwsza wzmianka o prawosławnej cerkwi św. Michała Archanioła w Hołubiu pochodzi z 1578 roku. Parafia wchodziła w skład dekanatu hrubieszowskiego. Po zawarciu unii brzeskiej świątynia przeszła na katolicyzm w obrządku unickim, zaś po likwidacji unickiej diecezji chełmskiej ponownie przyjęła prawosławie. Prywatna wieś szlachecka Hołubie, położona w województwie bełskim, w 1739 roku należała do klucza Uhrynów Lubomirskich. Ostatnią murowaną cerkiew wybudowano w 1876 roku. We wsi w połowie XIX w. powstał cmentarz unicki, następnie przemianowany na prawosławny, czynny do końca II wojny światowej. Pierwsza szkoła gramoty powstała we wsi w XIX wieku. W 1921 roku notowano 138 domów i 689 mieszkańców; 594 Ukraińców i 20 Żydów.
W latach 1937–1939 postanowiono utworzyć w Gołębiu parafię neounicką. Nieczynna w okresie międzywojennym prawosławna cerkiew została zniszczona w 1938 roku. W czasie wojny reaktywowano prawosławną parafię, nabożeństwa odbywały się w budynku mieszkalnym. Po wojnie i wysiedleniach ukraińskich mieszkańców do ZSRR, parafia przestała istnieć. Murowana świątynia stała nieużytkowana, później przerobiono ją na magazyn PGR.

## Znane osoby
W miejscowości urodził się:
- Stefan Swieżawski – polski historyk filozofii, autor ponad 250 prac naukowych, w tym: Dziejów filozofii europejskiej w XV wieku, najobszerniejszego dzieła w literaturze światowej poświęconego filozofii tego okresu.
- Wacław Zembrzuski – polski pedagog, nauczyciel i filozof. Razem z żoną jest patronem XI Liceum Ogólnokształcącego w Poznaniu[14].

## Obiektyzabytkowe
- zespół pałacowy, nr rej.: A/284 z 16.10.1984:
- pałac, 1902 r.
- park, przełom XVIII/XIX w.
- brama wjazdowa, 1902 r.[15]